# 美国国家恐怖袭击事件委员会
美国国家恐怖袭击事件委员会（英語：National Commission on Terrorist Attacks Upon the United States），即“9·11”事件调查委员会（9/11 Commission），於2002年11月27日成立，任务为全面完整地说明九一一袭击事件的有关情况、准备隨時回应攻击、提供防止未来袭击的建议。
该委员会由前新泽西州州长托马斯·基恩（Thomas Kean）主持，委员会由五名民主党人和五名共和党人组成。该委员会是由国会立法创建的，并经由乔治·W·布什总统签署法律文书生效成立。
委员会通過广泛的访谈與证词，最后得出篇幅不小的报告，其主要结论是：美国中央情报局和联邦调查局的失败使得恐怖袭击得以发生，如果这些机构的行动更明智、更积极，这些攻击就有可能被阻止。
委员会公布最后报告后，委员会及其网站于2004年8月21日关闭。

## 历史

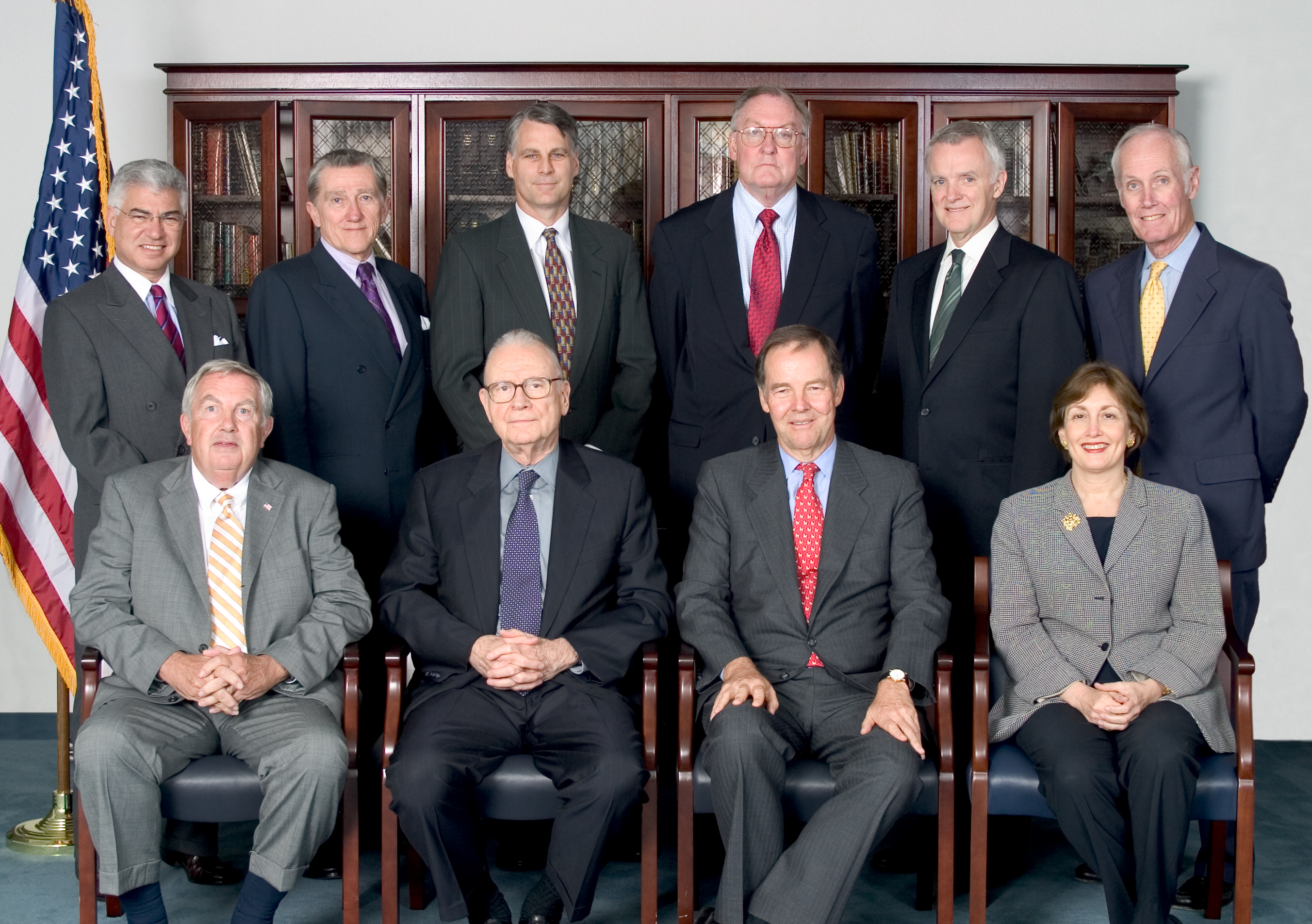
关于恐怖主义袭击美国国家委员会的成员

2002年11月27日，美国总统乔治·布什（George W. Bush）和美国国会成立了恐怖袭击事件全国委员会，前国务卿基辛格最初被任命为委员会主席。然而，基辛格在被任命仅几周后辞职，因为他必须披露其私人咨询业务的客户。美国前参议员乔治 · 米切尔最初被任命为副主席，但他在2002年12月10日辞职，因为不想与他的律师事务所断绝关系。2002年12月15日，布什任命前新泽西州州长汤姆·基恩为委员会主席。
到了2003年春天，委员会进展开始放緩，需要更多的资金来帮助它在最终报告的目标日前完成。3月底，布什政府同意为该委员会再提供900万美元，尽管这比委员会要求的少了200万美元。首次听证会于2003年3月31日至4月1日在纽约举行。

## 委员

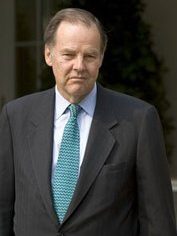
主席 Thomaskeansr

- Thomas Kean（主席）– 共和党人，前新泽西州州长
- Lee H. Hamilton（副主席）– 民主党党员、前第9区印第安纳州 美国参议员
- Richard Ben-Veniste – 民主党党员、律师和水门事件特别检察官办公室的前首席工作队
- Max Cleland – 民主党党员、前佐治亚州美国参议员 。[9]
- Fred F. Fielding – 共和党人、律师和前白宫法律顾问成员。
- Jamie Gorelick – 民主党党员、克林顿政府前副检察长
- 斯莱德戈顿 – 共和党，前华盛顿州美国参议员
- Bob Kerrey – 民主党党员 和前内布拉斯加州美国参议员。他取代Max Cleland成为民主任专员之后，Kerrey辞职。
- John F. Lehman – 共和党，前美国海军部长
- Timothy J. Roemer – 民主党党员、前第3区印第安纳州美国参议员
- James R. Thompson – 共和党党员，前伊利诺伊州州长

委员会的工作人员包括：
- Philip D.Zelikow –行政主任/主席
- Christopher Kojm –副执行主任
- Daniel Marcus–普通法律顾问[10][11][12]
- John J. Farmer –高级法律顾问
- Janice Kephart–律师
- Alvin S. Felzenberg –发言人[13]

## 传唤作证
然后政府官员被要求在委员会面前作证，其中包括：
- 乔治·W·布什 – 总统：非宣誓证词。该会议没有正式转录，因为白宫认为这是一个“私人会议”，会上将讨论高度机密的信息，并将证词的长度限制在一个小时（然而会议持续了三小时十分钟）。证词在椭圆形办公室采录。起初，布什坚称他只向委员会主席和副主席作证，但后来同意在整个小组作证。[14]
- 迪克·切尼 副总统：非宣誓的证词。这次会议没有正式转录，因为白宫认为这是一次“私人会议”，会上将讨论高度机密的信息。证词在椭圆形办公室采录。
- 乔治·特尼特 - 中央情报局局長
- 科林·鲍威尔 – 美国国务卿
- 唐纳德·拉姆斯菲尔德 – 美国国防部长
- 康多莉扎·赖斯 – 总统国家安全事务助理
- 理查德·李·阿米蒂奇 – 美國副國務卿
- 保罗·沃尔福威茨 – 美国国防部副部长
- 汤姆·里奇 – 美国国土安全部长和前宾夕法尼亚州州長
- 约翰·阿什克罗夫特 – 美國司法部長

过去的政府官员被传唤作证之前，委员会包括：
- 比尔·克林顿 前总统：与戈尔分别私下作证。证词被记录，时间不受限制。
- 阿尔·戈尔 –前副总统：与比尔·克林顿分别私下作证。证词已记录，时间不受限制。
- 马德琳·奥尔布赖特 –前國務卿
- 威廉·科漢 –前国防部长
- 山迪·柏格 –前国家安全顾问
- 理查德·A·克拉克 – 美国国家安全委员会前首席反恐怖主义顾问
- 珍妮特·雷諾 –前任总检察长
- 埃德蒙兹 –前联邦调查局译员[15]

乔治·布什总统、副总统迪克·切尼、前总统比尔·克林顿以及前副总统戈尔都给出了私人证词。布什总统和副总统切尼坚持一起作证，而不是宣誓，而克林顿和戈尔分别与小组会面。作为国家安全顾问，康多莉扎·赖斯声称她没有必要宣誓作证，因为国家安全顾问的职位是一个咨询角色，独立于对官僚机构的权威，不需要参议院的确认。而法律学者表示不同意她说法的合法性。最终，康多莉扎·赖斯公开作证并宣誓。

## 报告

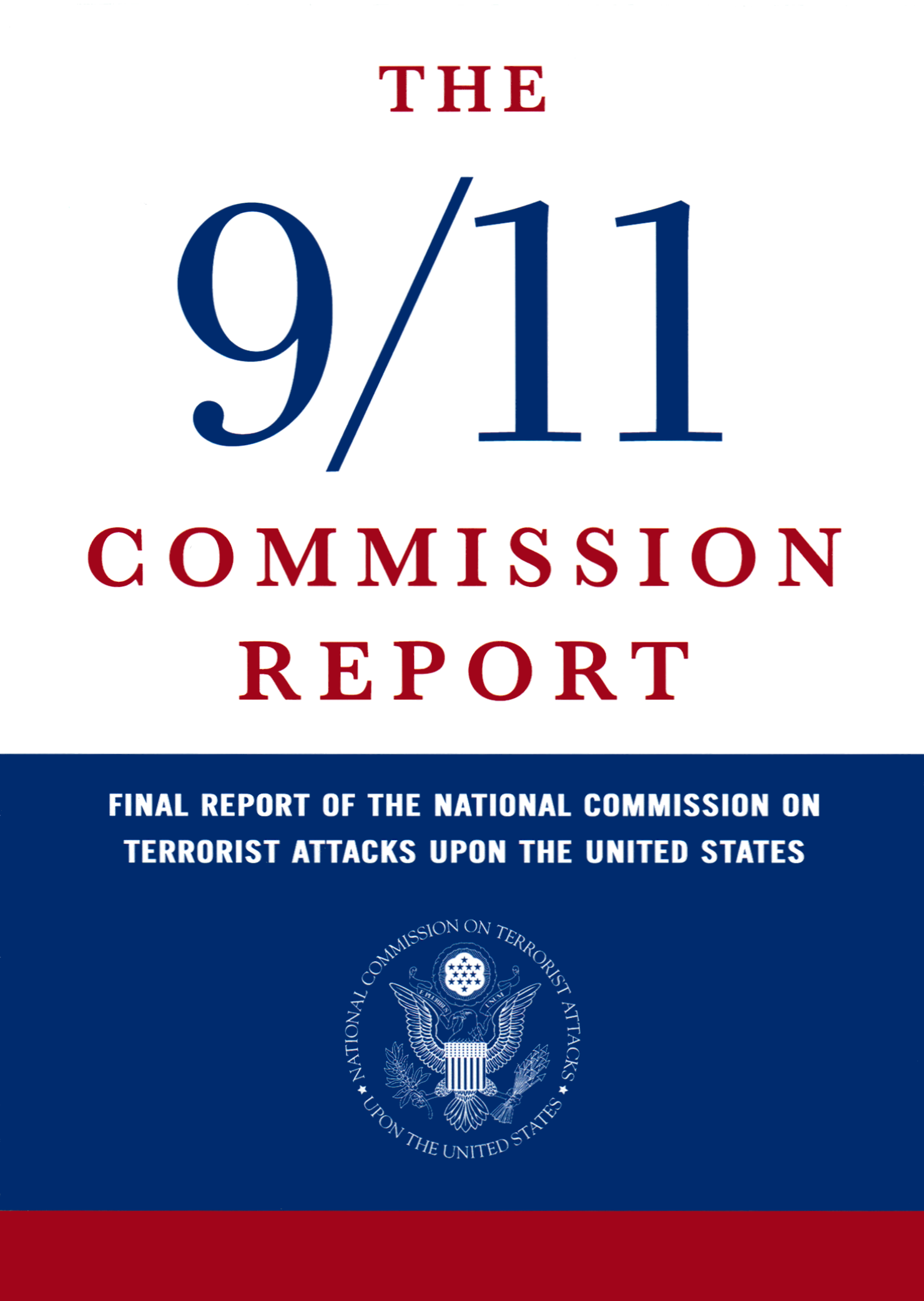
该9/11事件最后的报告，报告可在整个美国和全世界的书店购买

委员会于2004年7月22日发布了最终报告。在发布这份报告后，委员会主席托马斯·基恩宣布，美国联邦调查局（FBI）和美国中央情报局（CIA）“服务不足”。委员会约谈了10个国家的1200多人，审查了超过250万页的文件，包括一些受到严密保护的国家机密文件。在委员会公布之前，对任何可能属于机密的信息进行了最后公开报告的筛选，并在必要时进行了编辑。
此外，委员会还发布了几份关于恐怖分子资金、旅行和其他事项的补充报告。

## 批评
委员会因所谓专员和工作人员的利益冲突而受到批评，例如9·11委员会执行主任/主席Philip D. Zelikow曾在1995年与康多莉扎·赖斯共同撰写了一本书。此外，委员会的报告受到了委员们本身和其他人的批评。

## 工作的专员小组后的委员会停止其职能
在委员会正式发表报告并停止运作几个月后，基恩主席和其他专员访问该国，特別提到委员会关于减少恐怖风险的建议，声称其中一些建议被忽视。基恩和汉密尔顿写了一本书，描述了他们作为专员所面临的限制，书名为《没有先例：9·11委员会的内部故事》。
这本书于2006年8月15日发行，记录了9/11委员会基恩（委员会主席）和汉密尔顿（委员会副主席）的工作。在这本书中，凯恩和汉密尔顿指责9·11委员会是“被设计成要失败的”，并写道委员会对五角大楼和联邦航空管理局的官员在调查期间一再发表错误声明，以至于它考虑对五角大楼和联邦航空局官员可能的妨碍司法进行单独调查。

## 北美防空联合司令部的证词
国际法委员会高级顾问约翰·法默尔说，委员会“发现....政府和军方官员告诉国会、委员会、媒体和公众——几乎是完全的、令人费解的不真实。”法默尔继续说：“在政府的某些层面，在某个时刻....（北美防空司令部的）录音带讲述了一个与我们和公众所听到的完全不同的故事。”9·11委员会主席托马斯·基恩表示：“直到今天，我们都还不知道为什么北美防空司令部告诉了我们他们告诉我们的事情，这与事实相去甚远。”

## 拓展阅读
- Without Precedent： The Inside Story of the 9/11 Commission, by Thomas H Kean and Lee H. Hamilton (Random House, August 2006) ISBN 0-307-26377-0
- The Commission： The Uncensored History of the 9/11 Investigation, by Philip Shenon (the Twelve - Jan. 2008), ISBN 978-0-446-58075-5
- The Next Ten Years of Post-9/11 Security Efforts （页面存档备份，存于）, Q&A with 9/11 Commissioner Slade Gorton (July 2011)